# Масуд Кешмири
Масуд Кешмири (фарси مسعود کشمیری) — член Организации моджахедов иранского народа, который был внедрён в Исламскую республиканскую партию и поднялся по служебной лестнице, достигнув должности секретаря Высшего совета национальной безопасности, прежде чем подложить зажигательную бомбу в свой портфель, которая взорвалась в кабинете премьер-министра в 1981 году. Взрыв убил президента Ирана Мохаммада Али Раджаи и премьер-министра Ирана Мохаммада Джавада Бахонара.
Сначала считалось, что сам Кешмири погиб при взрыве, однако позже выяснилось, что он проскользнул сквозь засаду.
Иранские государственные СМИ утверждали, что Кешмири был убит во время нападения на убежище народных моджахедов в пригороде Парижа 11 июня 2023 года.